# Wythall
Wythall est un gros village et une paroisse civile du Worcestershire, en Angleterre. Il est situé dans le nord-est du comté, à une dizaine de kilomètres au sud de la ville de Birmingham. Administrativement, il relève du district de Bromsgrove. Au recensement de 2001, il comptait 11 377 habitants.